# Зичи, Евгений
Евгений Зичи (венг. Zichy Jenő; 1837—1906) — венгерский учёный, этнограф, путешественник, исследователь происхождения венгров.

## Научный вклад
В конце XIX века совершил три экспедиции на Кавказ, в Центральную Азию, Сибирь и Китай (1892, 1895—1896, 1897).
Научные работы Зичи составлены по результатам исследовательских поездок и посвящены вопросам этнографического, лингвистического, историко-археологического и зоологического характера. Главная задача его путешествий заключалась в поиске мадьярской прародины и современных племён, родственных венгерскому народу. По итогам своих изысканий учёный пришёл к выводу, что прародина венгров — это территория, расположенная в границах Волги, Урала, Камы и Белой.
Третья экспедиция исследователя значительно расширила знания о животном мире Сибири. Во время этого путешествия были составлены описания 2 532 видов (суставчатоногих — 2348, позвоночных — 71, червей — 69, простейших — 27, мягкотелых — 16, кишечнополостных — 1), некоторые из них ранее были неизвестны. В числе новых видов были обнаружены 167 суставчатоногих и червей (115 насекомых, 28 паукообразных, 10 ракообразных, 7 многоножек и 7 червей).

## Сочинения
- Voyages au Caucas et en Asie Centrale — двухтомная работа на французском и венгерском языках, опубликованная в 1897 году в Пеште;
- Dritte asiatishe Vorschungsreise des grafen Z. — шеститомный труд, изданный в период с 1900 по 1905 год на венгерском и немецком языках в Пеште и Лейпциге; создан в соавторстве с участниками путешествия; последний том с названием Vorschungen im Osten zur Aufhellung des Ursprungs der Magyaren (Будапешт, 1905) был составлен лично Зичи[4].